# Barranc de Fontanet (Abella de la Conca)

El Barranc de Fontanet, respecte del terme d'Abella de la Conca

El barranc de Fontanet és un barranc del terme municipal d'Abella de la Conca, a la comarca del Pallars Jussà.
Es forma al vessant meridional de la Serra de Carrànima, al nord-oest de Coll Travà. Davalla cap al sud-oest, fins a arribar a lo Botant, on es fon amb el barranc del Mas, per formar, un cop superat lo Botant, el Canal de Fontanet.

## Etimologia
Tot i que, atesa la manca de veïnatge, no té directament res a veure amb la masia de Casa Fontanet, sí que és probable que la propietat de terres veïnes al barranc recaigués en la masia esmentada, o en algú del mateix cognom, o que hi tingués relació. Es tracta, doncs, d'un topònim romànic modern.